# Uppsala-DLR Trojan Survey
Uppsala-DLR Trojan Survey (UDTS) ist die Bezeichnung für ein Projekt zum Studium der Positionen und Bewegungen von Asteroiden in der Nähe des Jupiter. Der Schwerpunkt liegt auf Asteroiden in den Lagrange-Punkten des Jupiter und solchen, die durch den Planeten von direkter Beobachtung abgeschirmt werden. Diese Gruppe, von der bereits mehr als 7000 Objekte entdeckt sind, wird als Trojaner bezeichnet und jeder von ihnen trägt den Namen eines griechischen (L4) oder trojanischen (L5) Helden.
Die Untersuchung wurde am Astronomischen Observatorium Uppsala in Zusammenarbeit mit dem Deutschen Zentrum für Luft- und Raumfahrt (DLR) von den Astronomen Claes-Ingvar Lagerkvist,  Gerhard Hahn, Stefano Mottola, Magnus Lundström und Uri Carsenty durchgeführt.
Das Schmidt-Teleskop der ESO wurde im Herbst 1996 eingesetzt, um ein Gebiet um den Lagrange-Punkt L4 des Jupiter zu untersuchen. Die Ergebnisse wurden durch zusätzliche Beobachtungen mit dem 0,6 m Bochum-Teleskop des La-Silla-Observatoriums bestätigt und ergänzt.
Das während dieser Untersuchung entdeckte Objekt P/1997 T3 verursachte bemerkenswerte Diskussionen, da es einerseits das Erscheinungsbild eines Asteroiden zeigt, andererseits aber einen kometenartigen Schweif aufweist. Die vorherrschende Meinung ist, dass dieser Schweif aus Staub besteht, da er eine konsistente Erscheinung aufweist und auf die Sonne zu anstatt von ihr weg weist.

## Anmerkung
Die Uppsala-DLR Trojan Survey kann leicht mit der Uppsala-DLR Asteroid Survey verwechselt werden, hat jedoch andere Zielsetzungen.